# Глазко (Канзас)
Глазко (енгл. Glasco) град је у америчкој савезној држави Канзас.

## Демографија
По попису из 2010. године број становника је 498, што је 38 (-7,1%) становника мање него 2000. године.
| Група             | 2000.       | 2010.       |
| Белци             | 527 (98,3%) | 489 (98,2%) |
| Афроамериканци    | 0 (0,0%)    | 0 (0,0%)    |
| Азијати           | 1 (0,2%)    | 0 (0,0%)    |
| Хиспаноамериканци | 1 (0,2%)    | 4 (0,8%)    |
| Укупно            | 536         | 498         |